# Castro (Mesía)
Castro (llamada oficialmente San Sebastián de Castro) es una parroquia del municipio de Mesía, en la provincia de La Coruña, Galicia, España.

## Entidades de población
Entidades de población que forman parte de la parroquia:
- A Carballeira
- A Iglesia (A Igrexa)
- As Xunqueiras
- A Vila
- Gosende
- O Pazo
- Receá

## Despoblados
- A Ponte
- O Lago

## Demografía
| Gráfica de evolución demográfica de Castro entre 2000 y 2018 |
|                                                              |
| Población de derecho según el padrón municipal del INE       |